# Jan Lecjaks
Jan Lecjaks, né le 9 août 1990 à Plzeň, est un joueur de football tchèque, qui joue au poste d'arrière latéral gauche. Il joue depuis 2019 pour le club chypriote du AC Omónia Nicosie.

## Carrière
Lecjaks est d'abord affilié en 1996 au Sokol Štěnovice, avant d'être recruté par le Viktoria Plzeň à l'été 2000. Il fait ses débuts professionnels dans la Gambrinus liga le 11 novembre 2007 contre le Mladá Boleslav. 
Il remporte la Coupe de Tchéquie avec le FC Viktoria Plzeň en 2010. Le 10 juin 2010, il est loué pour une saison par le RSC Anderlecht, qui dispose d'une option d'achat. Au terme de la saison, le club belge décide de ne pas lever cette option et le joueur retourne donc dans son club le Viktoria Plzeň. 
Lors de la période de transferts de l'été 2011, Leckjaks part pour les Young Boys de Berne (Suisse).

## Palmarès
- Coupe de Tchéquie : 2010 avec le Viktoria Plzeň
- Championnat de Suisse : Vice-champion en  2015, 2016.2017
- Coupe de Croatie : 2018